# Zoológico de Moscú
El Zoológico de Moscú (en ruso: Московский зоопарк) es un parque zoológico de 21,5 hectáreas (53 acres) fundado en 1864 por varios profesores biólogos de la Universidad Estatal de Moscú, en Rusia. En 1919, el zoológico fue nacionalizado. En 1922, la propiedad fue transferida a la ciudad de Moscú y ha permanecido bajo el control de Moscú desde entonces.
El zoológico tenía una superficie de 10 hectáreas (25 acres) en sus inicios, con 286 animales. En 1926, el zoológico fue ampliado a las tierras adyacentes, aumentando el área hasta las 18 hectáreas (44 acres). Los edificios originales del zoológico eran de madera, construidos en el estilo ruso antiguo con adornos de madera intrincados.
Durante la Segunda Guerra Mundial el zoológico seguía abierto a pesar de que gran parte del zoológico fue destruido tras el intento del Tercer Reich de invadir Moscú en 1941. 
En 1990, el zoológico fue renovado. Las adiciones notables incluyeron una nueva entrada principal, en forma de un castillo de piedra grande, y un puente peatonal que conecta la antigua (1864) y la nueva (1926) propiedad del espacio. Antes de la construcción del puente peatonal, el parque zoológico operaba como dos "parques zoológicos separados" porque la calle Bolshaya Gruzinskaya dividía las propiedades.
Además, el zooloógico se amplió una vez más. El zoológico de Moscú cuenta con más de 6000 animales que representan alrededor de 1000 especies y cubre un área actual de cerca de 21,5 hectáreas (53 acres). El zoológico se dedica al estudio del comportamiento animal, la alimentación y la reproducción, y la protección de las razas y especies raras en peligro de extinción.
El Zoológico de Moscú tiene su propio instituto educativo y centro de investigación. Además de la formación completa para el personal y los profesores de los zoológicos, existe un programa de educación continua para el personal de los zoológicos y acuarios, veterinarios, profesores y voluntarios, así como cursos de psicología zoológica. Dado que el Zoológico de Moscú ha sido presidente de todos los zoológicos de Rusia desde el período soviético, es un centro de formación nacional. Fue fundada en 2017 por la actual directora Svetlana Akulova y Björn Stenvers.